# The Case of Sergeant Grischa
 (novembre 2024).
Pour plus de détails, voir Fiche technique et Distribution.
The Case of Sergeant Grischa est un film dramatique américain réalisé par Herbert Brenon, sorti en 1930. Le film fut nommé pour l'Oscar du meilleur mixage de son.

## Synopsis
Le soldat russe Grischa s'échappe d'un camp de prisonniers allemand et tente de regagner sa maison familiale. Après son évasion, il s'implique dans un groupe de hors-la-loi, parmi lesquels se trouve une jeune femme, Babka, qui s'habille en homme et a été prématurément vieillie par ses expériences traumatisantes. Grischa et Babka deviennent amants et elle lui donne la plaque d'identité d'un ancien amant, Bjuscheff, afin qu'il soit pris pour un déserteur et ne soit pas renvoyé au camp de prisonniers. Elle le suit à distance au cas où il aurait besoin de son aide.
Grischa est finalement capturé mais étant analphabète, il ne se rend pas compte que se faire appeler Bjuscheff aggrave son sort, car il n'a pas été en mesure de lire les avis disant que tous les déserteurs doivent se rendre à l'armée allemande d'occupation dans les trois jours ou risquent d'être exécutés en tant qu'espions. Ce n'est que lorsqu'il est condamné à mort qu'il se rend compte de ce qui s'est passé et qu'il révèle sa véritable identité. Les autorités allemandes locales font venir ses anciens gardiens de prison et, après avoir confirmé sa véritable identité, demandent des instructions à Schieffenzahn, l'administrateur en chef du front de l'Est. Schieffenzahn ordonne que l'erreur d'origine soit ignorée, par souci de discipline. Grischa est donc condamné à être fusillé.
S'ensuit une lutte de pouvoir entre les autorités militaires locales et les administrateurs. Le vieux général met un point d'honneur à ne pas céder à l'ordre de Schieffenzahn. S'il ne parvient pas à convaincre son collègue, ce dernier se ravise par la suite et annule l'ordre d'exécution. Cependant, une forte chute de neige a fait tomber les fils de communication et le télégramme de sursis n'est jamais envoyé. Pendant ce temps, Babka élabore un plan pour empoisonner les gardiens de prison, tandis que le lieutenant Winfried, le neveu du général, tente de trouver d'autres moyens de faire sortir Grischa de prison. Les deux plans échouent parce que Grischa lui-même est fatigué de la lutte et refuse de partir, préférant faire face à l'exécution plutôt que de continuer comme un pion.

## Fiche technique
- Titre : The Case of Sergeant Grischa
- Réalisation : Herbert Brenon
- Assistant-réalisateur : Ray Lissner, Raul Spindola
- Scénario : Elizabeth Meehan d'après Le Cas du sergent Grischa (de) d'Arnold Zweig
- Photographie : J. Roy Hunt
- Montage : Marie Halvey

- Musique : Max Steiner
- Direction artistique : Max Rée
- Décors :
- Costumes : Walter Plunkett
- Producteur : William LeBaron
- Société de production : RKO Pictures
- Société de distribution : RKO Pictures (États-Unis), Ideal Films (Royaume-Uni)
- Pays d'origine :  États-Unis
- Langue : anglais américain
- Métrage : 2 518 mètres (10 bobines)
- Format : Noir et blanc — 35 mm — 1,37:1 — Son : Mono (RCA Photophone System)
- Genre : Film dramatique
- Durée : 91 minutes (1 h 31)
- Date de sortie : 1930

## Distribution
- Chester Morris : Sergent Grischa Paprotkin
- Betty Compson : Babka
- Alec B. Francis : General von Lychow
- Gustav von Seyffertitz : General Schieffenzahn
- Jean Hersholt : Posnanski
- Paul McAllister : Caporal Sacht
- Bernard Siegel : Verressjeff